# Zemljopis Njemačke
Njemačka je zemlja u Zapadnoj i Srednjoj Europi, koja se proteže od Alpa, preko sjeverne Europske nizine do Sjevernog mora i Baltičkog mora. Njemačka je druga po veličini država u Europi prema stanovištvu (nakon europskog dijela Rusije) i sedma je po površini. Teritorij Njemačke obuhvaća 357.021 km², koji se sastoji od 349.223 km² zemljišta i 7.798 km² vode.
Najviša točka je alpski vrh Zugspitze s 2.922 metara na jugu, a najniže točke na obalama Sjevernog mora na sjeverozapadu i Baltičkom moru na sjeveroistoku. Između leže šumovite uzvišice središnje Njemačke i nizine sjeverne Njemačke kojima teku neke od najvažnijih europskih rijeka poput Rajne, Dunava i Elbe.
Njemačka graniči s devet europskih zemalja: Danska na sjeveru, Poljska i Češka na istoku, Švicarska i Austrija na jugu, Francuska na jugozapadu i Belgija, Luksemburg i Nizozemska na zapadu.

## Zemljopisna područja
Sjeverna trećina zemlja leži u sjevernoj Europskoj nizini, s ravnim terenom prošaranim vodotokovima. Močvare i močvarni teren nalaze se u blizini nizozemske granice i uz obalu Frizije. Pješčani Mecklenburg na sjeveroistoku ima mnogo jezera formiranih od ledenjaka koja datiraju iz prošlog glacijalnog razdoblja.
Prema jugu središnja Njemačka ima grubi i pomalo bezobličan brežuljkasti i planinski krajolik, od kojih su neki oblikovali drevna vulkanska aktivnost. Dolina Rajne presijeca zapadni dio ove regije. Središnje uzvišice nastavljaju istočno i sjeverno do Saalea i spajaju se s gorama na granici s Češkom. Brdska područja uključuju Eifel, Hunsrück i Palatine šumu zapadno od Rajne, Taunus brda sjeverno od Frankfurta, Vogelsberg masiv, Rhön i Thüringer Wald. Južno od Berlina, istočno središnji dio zemlje više nalikuje niskim sjevernim područjima, s pješčanim tla i močvarama poput Spreewald regije.
Južna Njemačka obilježena je linearnim brdskim i planinskim područjima. Alpe na južnoj granici su najviše planine, ali relativno malo alpskog terena nalazi se u Njemačkoj u usporedbi sa Švicarskom i Austrijom. Schwarzwald na jugozapadnoj granici s Francuskom, odvaja Rajnu od Dunava na njezinim istočnim padinama.

## Klima
Njemačka klima je umjerena i morska, s hladnim oblačnim i vlažnim zimama i umjereno toplim ljetima, s povremeno toplim fen vjetrom. Veći dio Njemačke leži u hladno/umjerenoj klimatskoj zoni u kojoj dominiraju vlažni zapadni vjetrovi. Na sjeverozapadu i na sjeveru klima je oceanska, a kiša pada tijekom cijele godine. Zime su relativno blage i ljeta su relativno hladna. Na istoku, klima pokazuje jasne kontinentalne značajke, zime mogu biti vrlo dugo hladne, a ljeta mogu postati vrlo topla. Česti su i sušni periodi.
U središtu i na jugu postoji prijelazna klima koja može biti pretežno oceanska ili kontinentalna, prema općoj vremenskoj situaciji. Zime su blage i ljeta su hladna, iako maksimalne temperature mogu prijeći više od 30 °C nekoliko dana za redom tijekom toplinskih valova. Najtoplije regije Njemačke mogu se naći na jugozapadu. Ovdje ljeta mogu biti vruća s mnogo dana koji prelaze 30 °C.

## Korištenje zemljišta
Njemačka obuhvaća ukupno 357.021 km², od kojih je 5.157 km² navodnjavano i 8.350 km² pokriveno je vodom, a najveća jezera su Bodensko jezero (ukupna površina 536 km², 62% obala je njemačko, međunarodne granice nisu definirane na samom jezeru), Müritz (117 km²) i Chiemsee (80 km²). Većina Njemačke pokriva obradive površine (33,95%), trajni usjevi pokrivaju 0,57% zemljišta.

## Rijeke
Glavne rijeke u Njemačkoj su:
Rajna u Njemačkoj teče 865 km (glavne pritoke Neckar, Majna i Moselle);
Laba 727 km i Dunav (Donau) s 687 km. Ostale važnije rijeke su Saale i Majna u središnjoj Njemačkoj, Neckar na jugozapadu, Weser na sjeveru i Odra na istočnoj granici.

## Prirodni resursi
Željezna ruda, ugljen, kalijev karbonat, drvo, lignit, uran, bakar, nafta, prirodni plin, sol, nikal i voda.

## Flora i fauna
Fitogeografski Njemačka se dijeli između regija atlantske Europe i srednje Europe u cirkularnoj regiji unutar holarktičkog flornog carstva. Područje Njemačke može se podijeliti u dvije ekoregije: europsko-mediteranske brdovito područje mješovitih šuma i sjeveroistočno-atlantsko. Većina Njemačke pokrivena je obradivim površinama (33%) i šumama (31%), samo 15% je pokriveno stalnim pašnjacima.
Biljke i životinje su uobičajne kao i u ostalim dijelovima srednje Europe. Bukve, hrastovi i ostala listopadna stabla čine jednu trećinu šuma. Crnogorice se povećavaju kao posljedica ponovnog pošumljavanja. Na visokim planinama prevladava smreka i jela, dok se borovi i ariši nalaze na pjeskovitom tlu. Postoje mnoge vrste paprati, cvijeća, gljiva i mahovina. Rijeke i Sjeverno more obiluju ribama. Divlje životinje uključuju jelene, divlje svinje, muflone, lisice, jazavce, zečeve i mali broj dabrova. Razne ptice selice prelaze Njemačku u proljeće i jesen.